# ひなちゃんの日常
『ひなちゃんの日常』は、産経新聞朝刊に連載されている南ひろこの漫画作品。

## 概要
1998年9月より連載開始。当初は週1回、火曜日のみの掲載だった。2007年1月よりカラーページ化、2008年3月より月曜日と休刊日を除く火曜から日曜の掲載になった。
2008年、第37回日本漫画家協会賞大賞を受賞。
単行本は、産経新聞出版から24巻まで刊行されている（2023年8月現在）。

## 内容
幼稚園児「ひなちゃん」とその家族、友達、地域の人達との平和な日常を描いている。植物や季節に関する話題や、「けんかをしたら仲直り」といった優しい教訓を扱った内容が多い。

## 登場人物

### ひなちゃん一家
ひなちゃん
3歳の幼稚園児。常に優しく、家族に対しても「です・ます調」で話すなど礼儀正しく、しっかりした女の子だが、お菓子をつまみ食いするなど子供らしい面もある。
ひなちゃんのパパ
会社員。下の名は「たかひろ」。基本的に優しい性格だが、ひなちゃんが男の子と仲良くしていると不機嫌になる。
ひなちゃんのママ
専業主婦。下の名は「やよい」。それほど太ってはいないが、本人は体型を気にしているらしく、ダイエットの話になると夢中になる。
タマ
ひなちゃんの家で飼われている白色の猫（オス）。ハヤト君の叔父が飼っている猫・マリコに好かれているが、彼自身は嬉しくない様子。
ひなちゃんの祖父
ひなちゃんのパパの父で植物や季節の行事に詳しくひなちゃんに教えている。
ひなちゃんの祖母
ひなちゃんのパパの母で料理が得意。
ママおじいちゃん
ひなちゃんのママの父。
ママおばあちゃん
ひなちゃんのママの母。
※令和5年4月末に祖父祖母（父方の）と完全同居ではないことが判明

### 幼稚園関係者
トモちゃん
ひなちゃんの友人。おしゃれが好きな女の子。お母さんもおしゃれで、美容に気をつかっている描写が見られる。ひなちゃんのパパのことが好き。
さやかちゃん
ひなちゃんの友人。優しい性格の女の子。両親と兄、祖父と暮らしている。
マサオ君
活発な性格かつ正義感の強い男の子。母親とトシオという弟がいる（父親は登場していない）。ひなちゃんの事が好き。
あゆむ君
少々気弱で大人しい性格の男の子。その為クラスの乱暴な子にいじめられる事もあるが、その都度ひなちゃんに助けられている。鉄道とサッカーが好き。
ハヤト君
イケメンで優しい性格の為、女の子達にモテる。ひなちゃんの事が好き。
リカちゃん
お団子頭がトレードマークの女の子。少々意地悪な面があり、大人しいあゆむ君に意地悪をする事が多い。
もも先生
ひなちゃんが通う幼稚園の担任の先生。

### ご近所さん
ハルミさん
ひなちゃんの近所に暮らす若い女性。ピアノが得意で、ひなちゃんに教えたりしている。おしゃれで優しい性格で、ひなちゃんの憧れの女性。家族構成は不明だが、祖母と同居している。よねやまさんの息子さんに助けられた事をきっかけに好意を抱くが、想いを伝えられずにいる。その後地元の夏祭りでひなちゃん達の助けもあり、よねやまさんの息子さんに告白するが、恥ずかしさのあまりその場を立ち去ってしまった。しかしその後もよねやまさんの息子さんとは交流はしている様子が描かれている。
よねやまさん
ひなちゃん一家の隣宅に暮らす女性で社会人の息子と2人暮らし。夫とは死別している。息子に嫁が来ない事が悩み。永らく専業主婦をしていたが、行きつけの和菓子店の女性店員が退職した事を機にこの和菓子店で働きはじめる。
よねやまさんの息子
職業は鍼灸師でひなちゃんの祖母（父方）の施術もしている。明るく親切な仕事ぶりで、マナーの悪い人を注意するなど正義感の強い性格だが、そうした真面目な性格が裏目に出ているのか女性関係は皆無な様子で（バレンタインチョコはひなちゃんから貰った義理チョコのみだった）独身なため母をやきもきさせている。ハルミさんとはご近所同士で顔見知りであり、ハルミさんから好意を抱かれているが、そのことには気付いていない様子。その後地元の夏祭りでハルミさんから想いを告白されるが、返事をする前にハルミさんが恥ずかしさのあまりに立ち去ってしまうという出来事があったものの、その後もハルミさんとは交流をしている。
お隣のおばあちゃん
よねやまさん親子が引っ越してくる以前、ひなちゃん一家の隣宅に暮らしていた高齢の女性。元々家族はいたが、子供達が独立し、夫と死別してからは一人暮らし。花が好きな穏やかな性格で隣人のひなちゃん一家とは仲が良く、ひなちゃんを実の孫のように可愛がっていたが、自身が高齢になり家の管理が大変になった（曰く「一人暮らしには広すぎる」）等の理由から、独立した子供の家族と同居する事になり引っ越した。

### その他
ももこちゃん
ひなちゃんの従姉妹（ひなちゃんのパパの妹の娘）。ひなちゃんとは大変仲が良い。家は農家らしく、季節の変わり目になるとひなちゃんの家に野菜や果物を送ってくる。
マリコ
ハヤト君の叔父さんが飼っている茶色の猫（メス）。大柄な体格で、個性的な顔立ちな為（時折通りすがりの人に「ブサイクな猫」と言われている）が、飼い主であるハヤト君の叔父さんからは大変可愛がられており、体に大きなリボンを付けている。マナーの悪い人を威嚇するなど正義感の強い性格。ひなちゃん宅で飼われているタマの事が好きで積極的にアプローチをかけているが相手にされていない。
ハヤト君の叔父さん
猫のマリコの飼い主でハヤト君の叔父（お母さんの弟）で、顔立ちはハヤト君に似ている。マリコがタマを気に入っている事からひなちゃん一家とも交流がある。
トシオ
マサオ君の弟。顔立ちはマサオ君に似ている。幼いながらも兄（マサオ君）がひなちゃんの事が好きな事に気付いている。

## 書誌情報
1. ISBN 978-4-9029-7001-2（2005年3月、産経新聞ニュースサービス） 新装版 ISBN 978-4-8619-7103-7（2006年9月）
2. ISBN 978-4-9029-7094-4（2007年3月）
3. ISBN 978-4-8191-1013-6（2008年7月）
4. ISBN 978-4-8191-1040-2（2009年3月）
5. ISBN 978-4-8191-1041-9（2009年7月）
6. ISBN 978-4-8191-1075-4（2009年12月）
7. ISBN 978-4-8191-1094-5（2010年3月）
8. ISBN 978-4-8191-1110-2（2010年7月）
9. ISBN 978-4-8191-1121-8（2010年12月）
10. ISBN 978-4-8191-1127-0（2011年4月）
11. ISBN 978-4-8191-1142-3（2011年10月）
12. ISBN 978-4-8191-1159-1（2012年4月）
13. ISBN 978-4-8191-1187-4（2012年10月5日）[4]
14. ISBN 978-4-8191-1206-2（2013年4月10日）
15. ISBN 978-4-8191-1240-6（2014年4月3日）
16. ISBN 978-4-8191-1252-9（2014年10月10日）
17. ISBN 978-4-8191-1261-1（2015年4月10日）
18. ISBN 978-4-8191-1278-9（2016年4月1日）
19. ISBN 978-4-8191-1303-8（2017年4月28日）
20. ISBN 978-4-8191-1325-0（2017年10月30日）
21. ISBN 978-4-8191-1337-3（2018年5月11日）
22. ISBN 978-4-8191-1371-7（2019年9月23日）
23. ISBN	978-4-8191-1382-3（2020年3月25日）[4]
24. ISBN	978-4-8191-1406-6（2021年10月21日）[4]

- ひなちゃんちの食育ごはん（イラスト、産経新聞朝刊） 月2回日曜日カラーイラスト掲載

- よりぬき ひなちゃんの日常　ISBN 978-4-8191-1227-7（2013年9月19日）
- ひなちゃんとふりかえる平成史　ISBN 978-4-8191-1351-9（2018年12月5日）
- ひなちゃんの歳時記（解説：久保田裕道）　ISBN 978-4-8191-1076-1
- 家族がなかよしになる　ひなちゃんの食育（文：今津屋直子）　ISBN 978-4-8191-1151-5（2011年12月19日）

## テーマソング
あまゆーずが担当
ひなちゃん
作詞・作曲・歌 - ゆーみん
ひなちゃんの物語
作詞・作曲・歌 - あーやん